# Jan Akkerman

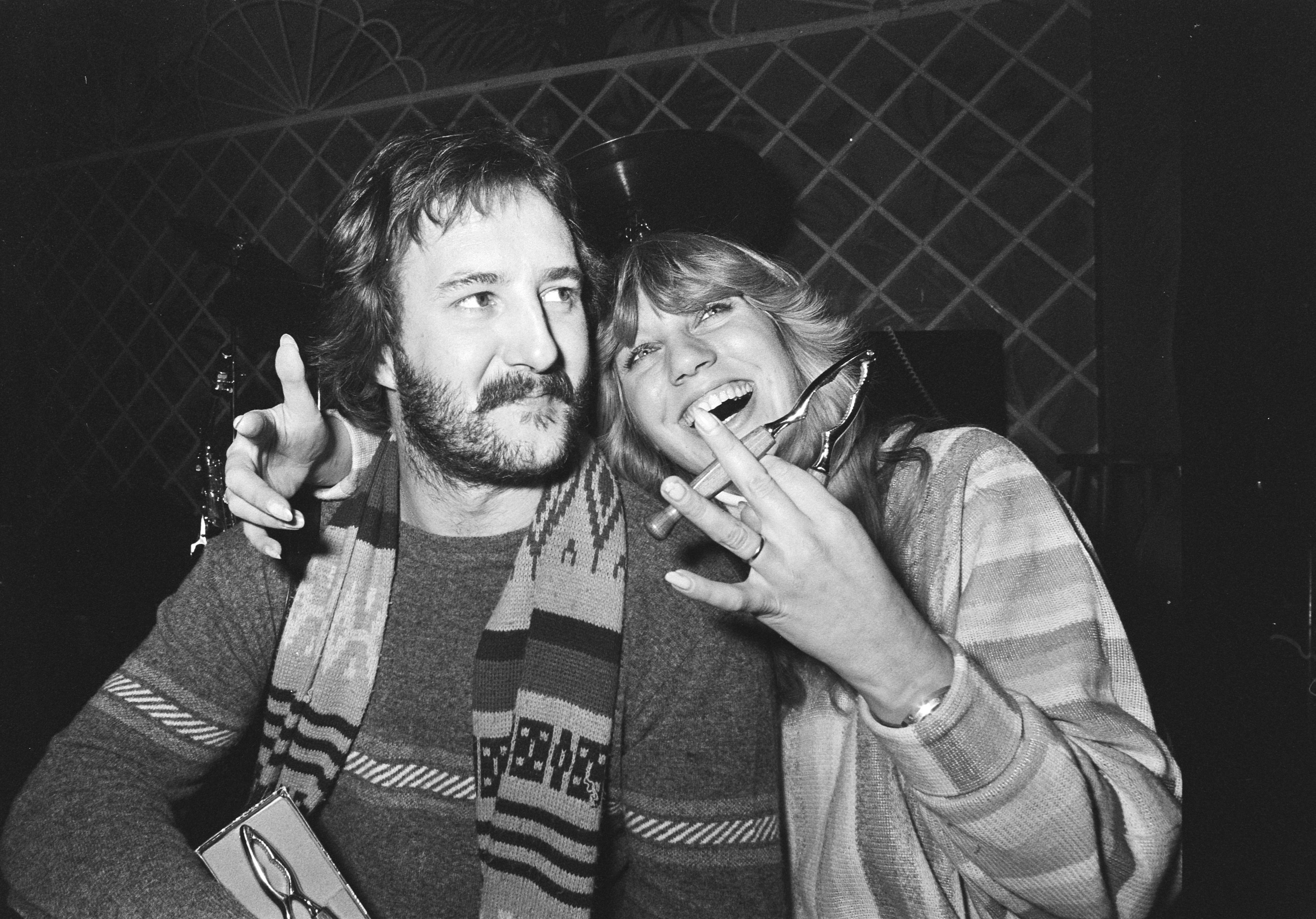
Maggie MacNeal toont de Gouden Notekraker 1978 (links Jan Akkerman)

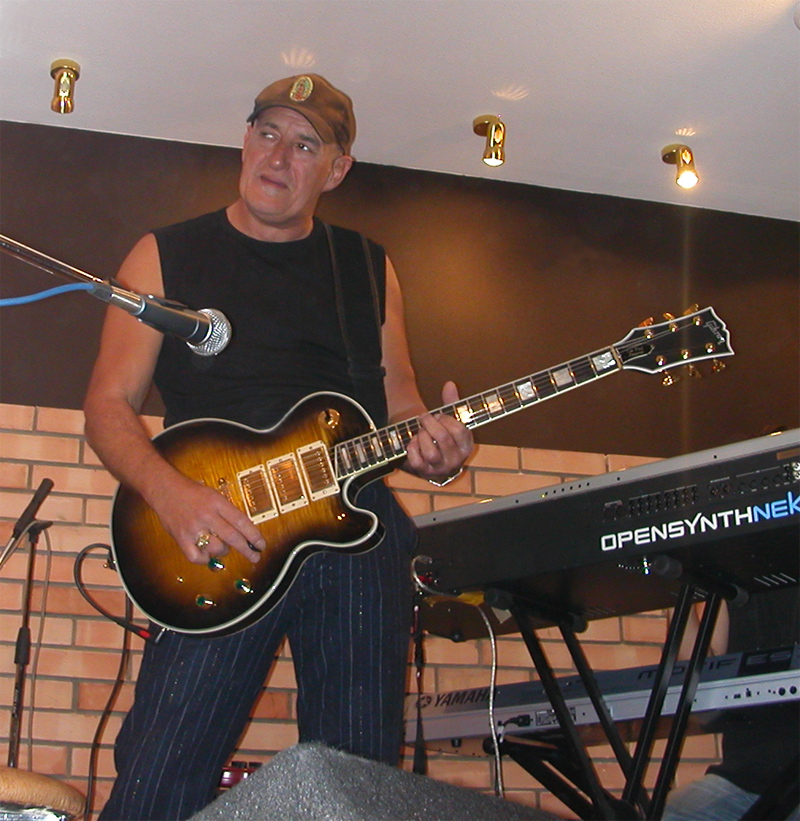
Akkerman in Archangelsk, Rusland (2005)

Jan Akkerman (Amsterdam, 24 december 1946) is een Nederlands gitarist en luitist. Hij vormde in de jaren zeventig samen met Thijs van Leer de kern van de Nederlandse progressieve rockgroep Focus en werd in 1973 door lezers van het Engelse muziektijdschrift Melody Maker uitgeroepen tot beste gitarist ter wereld. Sinds zijn vertrek uit Focus heeft Akkerman een solocarrière, met begeleidingsbands in diverse samenstellingen.

## Levensloop
Akkerman werd geboren in Amsterdam als zoon van Jacob Akkerman, een handelaar in lompen en oude metalen op het Waterlooplein. Hij begon met accordeon en schakelde later over op gitaar. Op zijn veertiende speelde hij op zijn eerste single. Akkerman was op school niet te handhaven en werd naar Instituut Schreuder gestuurd waar hij vier jaar studeerde, om op het conservatorium toegelaten te worden. Hij werd getest door de toenmalige directeur Eduard van Royen van het Conservatorium van de Vereniging Muzieklyceum en kreeg vervolgens een studiebeurs. Op de afdeling lichte muziek kreeg hij gedurende vijf jaar les van gitaarleraar Gerard Gest.
Akkerman was lid van achtereenvolgens het Friendship Sextet, Johnny and his Cellar Rockers, The Hunters (hit: Russian Spy and I) en Brainbox, en was daarnaast actief als sessiemuzikant voor The Cats en The Buffoons. In 1970 voegde hij zich bij het Thijs van Leer Trio, en maakte daarmee deel uit van de musical Hair. De formatie ging later verder onder de naam Focus en scoorde in de jaren zeventig enkele wereldhits. In 1976 verliet Akkerman de band en ging solo verder. Een reünie met Thijs van Leer in 1985 bleek geen succes.
Akkerman leverde de ene plaat na de andere af en was daarnaast actief als sessiemuzikant bij onder meer André Hazes en The Cats. Verder speelde hij samen met onder meer Alan Price, Cozy Powell, Kaz Lux, Herman Brood, Paco de Lucia, Peter Banks, Charlie Byrd, Ice-T, Solution en B.B. King.
In 1992 kreeg hij een ernstig auto-ongeluk maar vanaf 1993 was hij weer actief. In die tijd was Theo van Scherpenseel de eerste die hem bijstond. Akkerman is een gitarist die voortdurend experimenteert met nieuwe apparatuur en gitaren. Al jaren staat hij bekend om zijn ondersteuning van Nederlandse ontwerpers, bouwers en reparateurs. Zijn meest bekende instrumenten zijn zijn Gibsons, een Gretsch White Falcon en de Saga Django variant. Adhoc bespeelt hij een 12-snarige Italia JF, gebouwd door Trevor Wilkinson en op een unieke, niet standaard, wijze door Jan zelf gestemd. Zijn favoriete akoestische gitaar is een Lowden, die hij met een oude Martin afwisselt. Daarnaast bezit hij een Saluda van Patrick Eggle en een Avalon Jumbo met deels zijn eigen specificaties. Zowel de Eggle als de Avalon werden als Signature modellen aangeboden. Zijn favoriete effecten zijn voornamelijk van Yamaha.
Als bandlid stond hij op vele festivals:
- verschillende edities (w.o. de eerste) van Pinkpop (1969, 1971, 1972);
- het Holland Pop Festival in Kralingen (1970);
- het Free Concert in het Amsterdamse Bos (1971);
- de Lochem Popmeetings (1972, 1978);
- het National Jazz and Blues Festival in Reading (1972, 1974);
- het Great Western Express Festival te Lincoln (1972);
- het Schaefer Music Festival in New York (1973);
- Jazz Bilzen (1974, 1980);
- het Merlin Popfestival te Meerlo (1974);
- het Roskilde Festival (1975);
- Torhout Werchter (1976, 1977);
- het Montreux Jazz Festival (1978);
- Parkpop Den Haag (1993);
- verschillende keren op het North Sea Jazz Festival.
- Gitaarbouwersmeeting Benelux (2011)

## Prijzen en onderscheidingen
In januari 2005 werd hem een Gouden Harp toegekend wegens zijn verdienste voor de Nederlandse lichte muziek. Op 11 april 2009 won Akkerman de vierde Eddy Christiani Award vanwege zijn inspirerende bijdrage aan de ontwikkeling van de elektrische gitaarmuziek.
Op 28 december 2012 is hij ter gelegenheid van zijn vijftigjarige carrière in de muziek benoemd tot ridder in de orde van Oranje Nassau. Hij heeft dit jubileum gevierd met twee concerten, in De Melkweg in Amsterdam en in de Oosterpoort in Groningen.

## Discografie

### Albums
| Album met eventuele hitnotering(en) in de Nederlandse Album Top 100 | Datum van verschijnen | Datum van binnenkomst | Hoogste positie | Aantal weken | Opmerkingen                              |
| ------------------------------------------------------------------- | --------------------- | --------------------- | --------------- | ------------ | ---------------------------------------- |
| Talent for sale                                                     | 1968                  | -                     |                 |              |                                          |
| Profile                                                             | 1972                  | -                     |                 |              |                                          |
| Guitar for sale                                                     | 1973                  | -                     |                 |              |                                          |
| Tabernakel                                                          | 1974                  | 23-02-1974            | 17              | 5            |                                          |
| Eli                                                                 | 1976                  | 30-10-1976            | 5               | 15           | met Kaz Lux                              |
| Jan Akkerman                                                        | 1977                  | 15-10-1977            | 12              | 19           |                                          |
| Aranjuez                                                            | 1978                  | 18-03-1978            | 12              | 11           | met Claus Ogerman                        |
| Live                                                                | 1978                  | 23-12-1978            | 28              | 5            | Livealbum                                |
| Jan Akkerman 3                                                      | 1979                  | -                     |                 |              |                                          |
| Transparental                                                       | 1980                  | -                     |                 |              | met Kaz Lux                              |
| Collage                                                             | 1981                  | -                     |                 |              |                                          |
| Oil in the family                                                   | 1981                  | -                     |                 |              |                                          |
| Pleasure point                                                      | 1982                  | -                     |                 |              |                                          |
| Can't stand noise                                                   | 1983                  | -                     |                 |              |                                          |
| From the basement                                                   | 1984                  | -                     |                 |              |                                          |
| Focus                                                               | 1985                  | -                     |                 |              | met Thijs van Leer                       |
| It could happen to you                                              | 1985                  | -                     |                 |              |                                          |
| The complete guitarist                                              | 1986                  | -                     |                 |              |                                          |
| Heartware                                                           | 1987                  | -                     |                 |              |                                          |
| The noise of art                                                    | 1990                  | 23-06-1990            | 17              | 14           |                                          |
| Puccini's cafe                                                      | 1993                  | 24-04-1993            | 27              | 14           |                                          |
| Blues hearts                                                        | 1994                  | -                     |                 |              |                                          |
| Focus in time                                                       | 1996                  | -                     |                 |              |                                          |
| The guitar player                                                   | 1996                  | -                     |                 |              |                                          |
| Live at the Priory                                                  | 1998                  | -                     |                 |              | livealbum                                |
| Blues roots                                                         | 1998                  | -                     |                 |              | met Curtis Knight                        |
| 10.000 clowns on a rainy day                                        | 1999                  | -                     |                 |              | live dubbel-cd                           |
| Passion                                                             | 1999                  | -                     |                 |              | akoestisch                               |
| Live at Alexander's                                                 | 1999                  | -                     |                 |              | livealbum                                |
| C.U.                                                                | 2004                  | -                     |                 |              |                                          |
| Live in concert The Hague 2007                                      | 2008                  | 14-06-2008            | 95              | 1            | opgenomen op het North Sea Jazz Festival |
| Minor Details                                                       | 2011                  | -                     |                 |              |                                          |
| Close Beauty                                                        | 2019                  | -                     |                 |              |                                          |

### Singles
| Single met eventuele hitnotering(en) in de Nederlandse Top 40 | Datum van verschijnen | Datum van binnenkomst | Hoogste positie | Aantal weken | Opmerkingen                            |
| ------------------------------------------------------------- | --------------------- | --------------------- | --------------- | ------------ | -------------------------------------- |
| House of the king                                             | 1974                  | 02-03-1974            | 17              | 5            | #17 in de Daverende Dertig/Alarmschijf |
| Crackers                                                      | 1978                  | 04-03-1978            | tip10           | -            | #7 in de Nationale Tip 30              |
| Oil in the family (Fuel)                                      | 1981                  | 31-10-1981            | tip6            | -            | #47 in de Nationale Hitparade          |
| Prima Donna                                                   | 1990                  | 07-07-1990            | tip10           | -            | #51 in de Nationale Hitparade          |

## Privéleven
Akkerman is drie keer getrouwd, heeft twee zonen uit zijn tweede huwelijk en twee dochters uit zijn derde huwelijk.